# Saison 2014-2015 du Stade de Reims
Maillots
Chronologie
Saison précédente Saison suivante
La saison 2014-2015 du Stade de Reims est la 32e saison du club en Ligue 1. Le club est engagé dans trois compétitions : la Ligue 1, la Coupe de la Ligue et la Coupe de France.
Jean-Luc Vasseur est l'entraîneur jusqu'au 7 avril, jour de son éviction. Il est remplacé par son adjoint Olivier Guégan.

## Tableau des transferts
| Nom                 | Nationalité | Poste     | Transfert      | Provenance/Destination | Division            |
| ------------------- | ----------- | --------- | -------------- | ---------------------- | ------------------- |
| Arrivées            |             |           |                |                        |                     |
| Benjamin Moukandjo  |             | Attaquant | Transfert      | AS Nancy-Lorraine      | Ligue 2             |
| Grégory Bourillon   |             | Défenseur | Transfert      | Lorient                | Ligue 1             |
| Chris Mavinga       |             | Défenseur | Prêt           | Rubin Kazan            | Russie              |
| David N’Gog         |             | Attaquant | Transfert      | Swansea                | Première League     |
| Valentin Roberge    |             | Défenseur | prêt           | Sunderland             | Première League     |
| Alexi Peuget        |             | Milieu    | retour prêt    | LB Châteauroux         | Ligue 2             |
| Départs             |             |           |                |                        |                     |
| Grzegorz Krychowiak |             | Milieu    | Transfert      | Séville FC             | Liga BBVA           |
| Jonathan Kodjia     |             | Attaquant | Transfert      | SCO Angers             | Ligue 2             |
| Atila Turan         |             | Défenseur | Prêt           | Kasimpasa              | Spor toto Süper Lig |
| Florent Ghisolfi    |             | Milieu    | fin de contrat | -                      | -                   |

| Nom            | Nationalité | Poste     | Transfert       | Provenance/Destination | Division   |
| -------------- | ----------- | --------- | --------------- | ---------------------- | ---------- |
| Départs        |             |           |                 |                        |            |
| Gaëtan Courtet |             | Attaquant | Prêt            | Brest                  | Ligue 2    |
| Bocundji Ca    |             | Milieu    | Transfert       | LB Châteauroux         | Ligue 2    |
| Eliran Atar    |             | Attaquant | Contrat résilié | Maccabi Haïfa          | Ligat HaAl |

## Effectif et staff technique 2014-2015

### Championnat de France

#### Matchs allers
| Date       | Journée | Adversaire               | Lieu | Score | Buteurs du Stade de Reims                    | Points | Place |
| ---------- | ------- | ------------------------ | ---- | ----- | -------------------------------------------- | ------ | ----- |
| 08/08/2014 | J01     | Paris SG                 | Dom. | 2 - 2 | Oniangue 22e, Devaux 34e                     | 1      | 10    |
| 17/08/2014 | J02     | AS Saint-Étienne         | Ext. | 3 – 1 | Perrin 27e (csc)                             | 1      | 16    |
| 23/08/2014 | J03     | SM Caen                  | Dom. | 0 – 2 | -                                            | 1      | 19    |
| 30/08/2014 | J04     | Lens                     | Ext. | 4 – 2 | Mandi 7e, Courtet 80e                        | 1      | 19    |
| 13/09/2014 | J05     | Toulouse FC              | Dom. | 2 - 0 | N’Gog 13e, Courtet 86e                       | 4      | 18    |
| 20/09/2014 | J06     | FC Lorient               | Ext. | 0 - 1 | Moukandjo 72e                                | 7      | 15    |
| 23/09/2014 | J07     | Olympique de Marseille   | Dom. | 0– 5  | -                                            | 7      | 18    |
| 27/09/2014 | J08     | Metz                     | Ext. | 3 – 0 | -                                            | 7      | 19    |
| 03/10/2014 | J09     | FC Girondins de Bordeaux | Dom. | 1 - 0 | Faubert 32e (csc)                            | 10     | 16    |
| 18/10/2014 | J10     | FC Nantes                | Ext. | 1 – 1 | Diego 58e                                    | 11     | 14    |
| 25/10/2014 | J11     | Montpellier              | Dom. | 1 - 0 | Moukandjo 90e                                | 14     | 14    |
| 31/10/2014 | J12     | AS Monaco FC             | Ext. | 1 - 1 | Moukandjo 80e                                | 15     | 13    |
| 09/11/2014 | J13     | Lille OSC                | Dom. | 2 - 0 | Moukandjo 26e, Mandi 33e                     | 18     | 10    |
| 22/11/2014 | J14     | OGC Nice                 | Ext. | 0 - 0 | -                                            | 19     | 10    |
| 29/11/2014 | J15     | SC Bastia                | Dom. | 2 - 1 | N’Gog 10e, Moukandjo 85e                     | 22     | 8     |
| 04/12/2014 | J16     | Lyon                     | Ext. | 2 – 1 | Moukandjo 36e                                | 22     | 9     |
| 07/12/2014 | J17     | Guingamp                 | Dom. | 2 – 3 | Charbonnier 6e, Oniangue 68e                 | 22     | 10    |
| 13/12/2014 | J18     | Évian TG                 | Dom. | 3 - 2 | Diego 14e 80e, Mandi 78e                     | 25     | 10    |
| 20/12/2014 | J19     | Stade rennais FC         | Ext. | 1 - 3 | Charbonnier 65e, Fortes 76e, de Préville 90e | 28     | 9     |

#### Matchs retours
| Date       | Journée | Adversaire               | Lieu | Score | Buteurs du Stade de Reims          | Points | Place |
| ---------- | ------- | ------------------------ | ---- | ----- | ---------------------------------- | ------ | ----- |
| 10/01/2015 | J20     | AS Saint-Étienne         | Dom. | 1 – 2 | Diego 90e                          | 28     | 10    |
| 17/01/2015 | J21     | SM Caen                  | Ext. | 4 – 1 | Charbonnier 27e (pen.)             | 28     | 11    |
| 25/01/2015 | J22     | RC Lens                  | Dom. | 0 – 0 | -                                  | 29     | 11    |
| 31/01/2015 | J23     | Toulouse FC              | Ext. | 1 – 0 | -                                  | 29     | 12    |
| 07/02/2015 | J24     | FC Lorient               | Dom. | 1 – 3 | Moukandjo 42e                      | 29     | 13    |
| 13/02/2015 | J25     | Olympique de Marseille   | Ext. | 2 – 2 | de Préville 6e, N’Gog 90e          | 30     | 14    |
| 22/02/2015 | J26     | Metz                     | Dom. | 0 – 0 | -                                  | 31     | 15    |
| 28/02/2015 | J27     | FC Girondins de Bordeaux | Ext. | 1 – 1 | Charbonnier 32e                    | 32     | 15    |
| 07/03/2015 | J28     | FC Nantes                | Dom. | 3 - 1 | Bourillon 14e,Mandi 16e, N’Gog 59e | 35     | 12    |
| 14/03/2015 | J29     | Montpellier HSC          | Ext. | 3 - 1 | Oniangué 87e                       | 35     | 13    |
| 22/03/2015 | J30     | AS Monaco                | Dom. | 1 - 3 | Diego 70e                          | 35     | 15    |
| 04/04/2015 | J31     | LOSC Lille               | Ext. | 3 - 1 | de Préville 52e                    | 35     | 16    |
| 12/04/2015 | J32     | OGC Nice                 | Dom. | 0 - 1 | -                                  | 35     | 17    |
| 18/04/2015 | J33     | SC Bastia                | Ext. | 1 - 2 | Ngog 5e, Mandi 45+1e               | 38     | 14    |
| 26/04/2015 | J34     | Olympique lyonnais       | Dom. | 2 - 4 | Peuget 13e, Charbonnier 90+2e      | 38     | 17    |
| 02/05/2015 | J35     | EA Guingamp              | Ext. | 0 - 2 | -                                  | 38     | 17    |
| 09/05/2015 | J36     | Évian TG                 | Ext. | 2 - 3 | Ngog 40e, 64e, Moukandjo 85e       | 41     | 17    |
| 16/05/2015 | J37     | Stade rennais FC         | Dom. | 1 - 0 | Charbonnier 60e (pen.)             | 44     | 14    |
| 23/05/2015 | J38     | Paris SG                 | Ext. | 3 - 2 | Mandi 54e, Kyei 89e                | 44     | 15    |

### Coupe de France
| Date       | Tour   | Adversaire           | Lieu | Score           | Buteurs du Stade de Reims                   | Suite                           |
| ---------- | ------ | -------------------- | ---- | --------------- | ------------------------------------------- | ------------------------------- |
| 03/01/2015 | 1/32es | Saint-Maur Lusitanos | Ext. | 1 - 3           | Diego 39e, Charbonnier 48e, de Préville 57e | Qualifiés pour le prochain tour |
| 03/01/2015 | 1/16es | Stade rennais FC     | Ext. | 1 - 1 t.a.b 5-4 | Kyei 70e                                    | Éliminés                        |

### Coupe de la Ligue
La Coupe de la Ligue 2014-2015 est la 21e édition de la Coupe de la Ligue, compétition à élimination directe organisée par la Ligue de football professionnel (LFP) depuis 1994, qui rassemble uniquement les clubs professionnels de Ligue 1, Ligue 2 et les clubs pros de National. Depuis 2009, la LFP a instauré un nouveau format de coupe plus avantageux pour les équipes qualifiées pour une coupe d'Europe.
| Date       | Tour              | Adversaire    | Lieu | Score   | Buteurs du Stade de Reims    | Suite    |
| ---------- | ----------------- | ------------- | ---- | ------- | ---------------------------- | -------- |
| 28/10/2014 | 1/16ème de finale | Arles-Avignon | Dom. | 2- 3 ap | de Préville 26e, Courtet 90e | Éliminés |

## Statistiques

### Buteurs
| Place | Nom                 | Ligue 1 | Coupe de France | Coupe de la Ligue | TOTAL des BUTS |
| 1     | Benjamin Moukandjo  | 8 buts  | -               | -                 | 8 buts         |
| 2     | David Ngog          | 7 buts  | -               | -                 | 7 buts         |
| 2     | Gaëtan Charbonnier  | 6 buts  | 1 but           | -                 | 7 buts         |
| 4     | Aïssa Mandi         | 6 buts  | -               | -                 | 6 buts         |
| 4     | Diego               | 5 buts  | 1 but           | --                | 6 buts         |
| 6     | Nicolas de Préville | 3 buts  | 1 but           | 1 but             | 3 buts         |
| 7     | Prince Oniangue     | 3 buts  | -               | -                 | 3 buts         |
| 7     | Gaëtan Courtet      | 2 buts  | -               | 1 but             | 3 but          |
| 9     | Grejohn Kyei        | 1 buts  | 1 but           | -                 | 2 buts         |
| 10    | Antoine Devaux      | 1 but   | -               | -                 | 1 but          |
| 10    | Odaïr Fortes        | 1 but   | -               | -                 | 1 but          |
| 10    | Grégory Bourillon   | 1 but   | -               | -                 | 1 but          |
| 10    | Alexi Peuget        | 1 but   | -               | -                 | 1 but          |
| #     | contre son camp     | 2 buts  | -               | -                 | 2 buts         |
| Total | 13 buteurs          | 45 buts | 4 buts          | 2 buts            | 51 buts        |

Date de mise à jour : le 20 septembre 2015.

### Passeurs
| Place | Nom                 | Ligue 1   | Coupe de France | Coupe de la Ligue | TOTAL des PASSES |
| 1     | Diego               | 6 passes  | -               | -                 | 6 passes         |
| 2     | Gaëtan Charbonnier  | 5 passes  | -               | -                 | 5 passes         |
| 3     | Odaïr Fortes        | 3 passes  | -               | -                 | 3 passes         |
| 4     | Nicolas de Préville | 2 passes  | -               | -                 | 2 passes         |
| 4     | Aïssa Mandi         | 2 passes  | -               | -                 | 2 passes         |
| 6     | David Ngog          | 1 passe   | -               | -                 | 1 passe          |
| 6     | Benjamin Moukandjo  | 1 passe   | -               | -                 | 1 passe          |
| 6     | Oménuké Mfulu       | 1 passe   | -               | -                 | 1 passe          |
| 6     | Anthony Weber       | 1 passe   | -               | -                 | 1 passe          |
| 6     | Chris Mavinga       | 1 passe   | -               | -                 | 1 passe          |
| Total | 10 passeurs         | 23 passes | -               | -                 | 23 passes        |

Date de mise à jour : le 20 septembre 2015.

### Cartons jaunes
| Place | Nom                 | Ligue 1    | Coupe de France | Coupe de la Ligue | TOTAL des CARTONS JAUNES |
| 1     | Gaëtan Charbonnier  | 9 cartons  | 1 carton        | -                 | 10 cartons               |
| 2     | Franck Signorino    | 8 cartons  | -               | -                 | 8 cartons                |
| 3     | Prince Oniangue     | 6 cartons  | -               | -                 | 6 cartons                |
| 3     | Antoine Conte       | 6 cartons  | -               | -                 | 6 cartons                |
| 5     | Gregory Bourillon   | 5 cartons  | -               | -                 | 5 cartons                |
| 5     | Diego               | 3 cartons  | 1 carton        | 1 carton          | 5 cartons                |
| 7     | Mickaël Tacalfred   | 3 cartons  | -               | 1 carton          | 4 cartons                |
| 7     | Chris Mavinga       | 3 cartons  | 1 carton        | -                 | 4 cartons                |
| 7     | Mohamed Fofana      | 4 cartons  | -               | -                 | 4 cartons                |
| 7     | Aïssa Mandi         | 3 cartons  | -               | 1 carton          | 4 cartons                |
| 7     | Antoine Devaux      | 4 cartons  | -               | -                 | 4 cartons                |
| 12    | Johny Placide       | 3 cartons  | -               | -                 | 3 cartons                |
| 12    | David Ngog          | 3 cartons  | -               | -                 | 3 cartons                |
| 12    | Valentin Roberge    | 3 cartons  | -               | -                 | 3 cartons                |
| 12    | Benjamin Moukandjo  | 3 carton   | -               | -                 | 3 cartons                |
| 16    | Anthony Weber       | 2 cartons  | -               | -                 | 2 cartons                |
| 16    | Mads Albaek         | 2 cartons  | -               | -                 | 2 cartons                |
| 16    | Nicolas de Préville | 2 cartons  | -               | -                 | 2 cartons                |
| 19    | Alexi Peuget        | 1 carton   | -               | -                 | 1 carton                 |
| 19    | Odaïr Fortes        | 1 carton   | -               | -                 | 1 carton                 |
| 19    | Oménuké Mfulu       | 1 carton   | -               | -                 | 1 carton                 |
| 19    | Grejohn Kyei        | 1 carton   | -               | -                 | 1 carton                 |
| 19    | Gaëtan Courtet      | 1 carton   | -               | -                 | 1 carton                 |
| Total | 23 joueurs          | 77 cartons | 3 cartons       | 3 cartons         | 83 cartons               |

Date de mise à jour : le 20 septembre 2015.

### Cartons rouges
| Place | Nom             | Ligue 1      | Coupe de France | Coupe de la Ligue | TOTAL des CARTONS ROUGES |
| 1     | Mads Albaek     | 1 expulsion  | -               | -                 | 1 expulsion              |
| 1     | Prince Oniangue | 1 expulsion  | -               | -                 | 1 expulsion              |
| 1     | Chris Mavinga   | 1 expulsion  | -               | -                 | 1 expulsion              |
| 1     | Antoine Conte   | 1 expulsion  | -               | -                 | 1 expulsion              |
| Total | 4 joueurs       | 4 expulsions | -               | -                 | 4 expulsions             |

Date de mise à jour : le 20 septembre 2015.

## Affluence

### En Ligue 1
| Journée | Adversaire             | Affluence | Taux de remplissage |
| ------- | ---------------------- | --------- | ------------------- |
| 1       | Paris SG               | 18 540    | 85,80%              |
| 3       | Stade Malherbe de Caen | 12 015    | 55,40%              |
| 5       | Toulouse FC            | 11 019    | 50,81%              |
| 7       | Olympique de Marseille | 17 705    | 81,65%              |
| 9       | Girondins de Bordeaux  | 14 546    | 67,08%              |
| 11      | Montpellier HSC        | 11 331    | 52,26%              |
| 13      | LOSC                   | 13 004    | 59,97%              |
| 15      | SC Bastia              | 13 304    | 61,35%              |
| 17      | EA Guingamp            | 11 255    | 51,90%              |
| 18      | Évian Thonon-Gaillard  | 11 011    | 50,78%              |
| 20      | AS Saint-Etienne       | 15 013    | 69,24%              |
| 22      | RC Lens                | 13 813    | 63,70%              |
| 24      | FC Lorient             | 11 757    | 54,22%              |
| 26      | FC Metz                | 12 575    | 57,99%              |
| 28      | FC Nantes              | 15 261    | 70,38%              |
| 30      | AS Monaco              | 14 692    | 67,76%              |
| 32      | OGC Nice               | 14 905    | 68,74%              |
| 34      | Olympique lyonnais     | 19 270    | 88,87%              |
| 37      | Stade rennais          | 16 712    | 77,07%              |